# Betonová skořepina

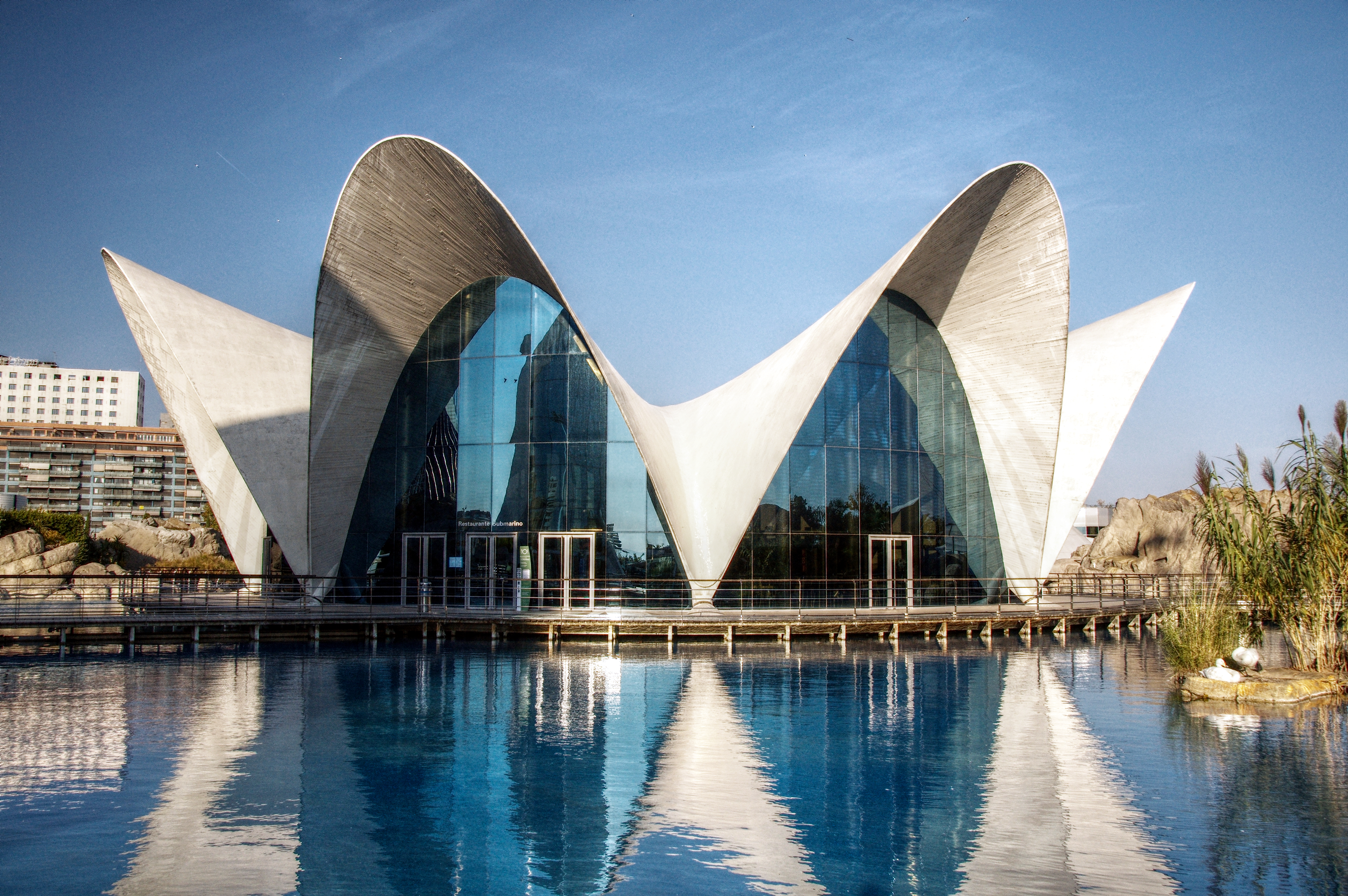
L'Oceanogràfic, Valencie

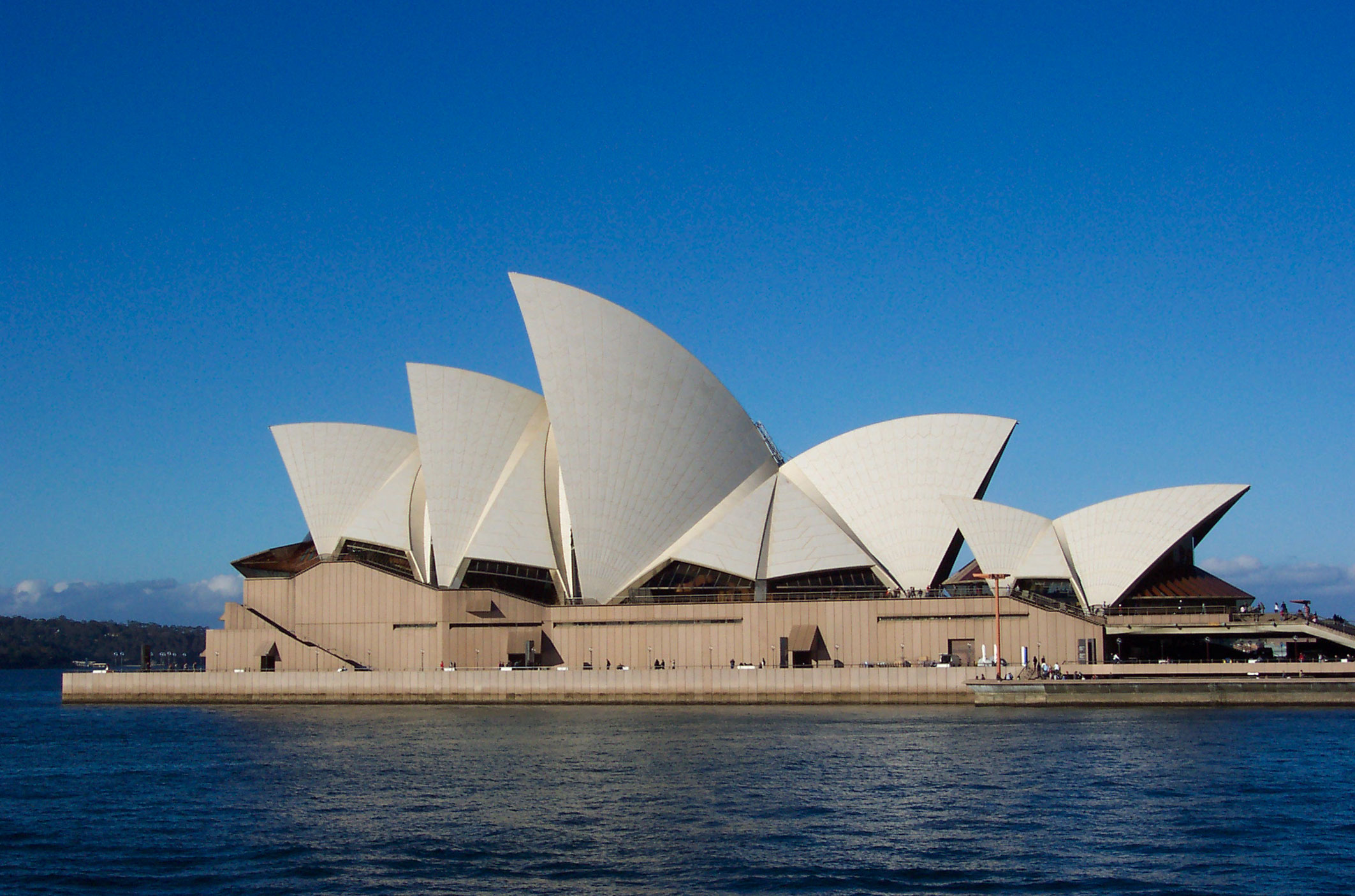
Efekt skořepin komplikovaného druhu – Opera v Sydney

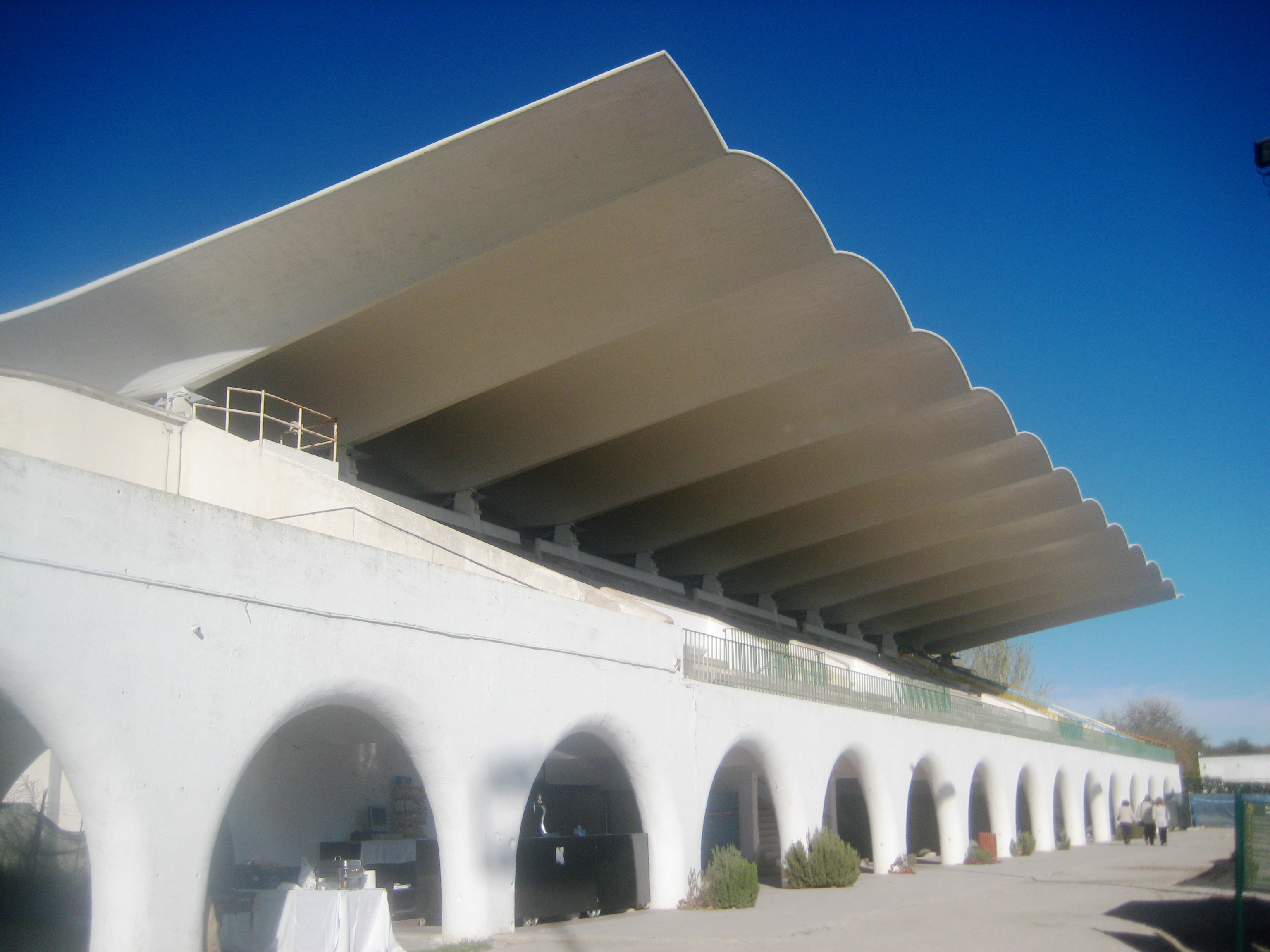
Dostihové závodiště – hipodrom v Zarzuelle. Architekt Eduardo Toroja

Betonové skořepiny nebo skořepinové střechy (někdy také jen skořepiny) jsou tenkostěnné (4–16 cm), obvykle bezprůvlakové a často i bezžeberné střechy, stropy, stěny, mezilehlé a spojné plochy, válce, tubusy a různé vlny, kdy přenos sil mezi probíhá zejména a především ve vlastním tvaru konstrukce podle jeho geometrického profilu. Byly a jsou používány jako střechy průmyslových objektů a později pro dobrý geometrický a architektonický efekt i pro stavby jiného poslání, nejčastěji kostely, stadiony, výstavní nebo sportovní haly, benzinové čerpací stanice, přístřešky či plážové restaurace.

## Skořepinové střechy
Jsou železobetonové membrány v poměru k velikosti relativně tenké, které čelí působícím silám především tvarem, od kterého mají též stálost. Jméno i funkce pocházejí od pevné skořápky (zejména vajec ptáků) nebo některých druhů lastur, skořápek ořechů (např. kokosového). Mají různé prostorové tvary, nejčastěji tvar válce, kopule nebo kulového vrchlíku, části kužele, paraboloidu, hyperboloid, elipsoidů nebo tzv. „zborcených“ nebo přímkových ploch. Nejčastějšími plochami byly: válce, (valené klenby), části kulové plochy, konoidy, lomenice, vlny a podobně.
Nejznámějšími jsou pak „kápě“ na Opeře v Sydney (připomínající napnuté plachty), jež jsou ale složitěji komponované plochy složené z více racionálních plynule navazujících ploch. Ve skutečnosti ale v Sydney nejde o čistou skořápku, ale o skládanou skořepinu, kde detailní podélné prvky skořepiny tvoří komponované skořepinové nosné lamely. To se odchýlilo od původní, příliš idealistické a snové Utzonovy představy. Nejčistšími skořepinovými architektonickými projevy jsou dostihový stadion v Zarzuelle a Oceánografický areál v Seville.

## Historie
S velkou nadsázkou je někdy za první skořepinu považována kopule římského Pantheonu s okulem ve vrcholu. Tedy počátek již ve starověku. Je to ovšem předpoklad, který nejspíše neplatí. Přece jen nešlo o beton v pravém smyslu slova a již vůbec ne o beton vyztužený. Tedy železobeton. Rovněž ne tenkou skořápku. Klenba je z římského betonu a oproti skutečným (dnešním) skořepinám poměrně silná. Jak by ne, i když proti jiným starověkým nebo středověkým klenbám díky panelování vlastně útlá. Je to možná první krok a archetyp ke skořepinám. Vlastní geneze skořepin nastala až ve 20. století, a to výslovně racionální úvahou, než empirickým vývojem. Skořepiny se objevily již během první světové války, a to 5centimetrové válcové skořepiny použil Auguste Perret pro přestřešení doků v Cassablance v Alžírsku, tedy v Africe a v roce 1915 Eugene Freyssinet částečně použil skořepinu pro kompozici ohromného parabolického žebra gigantických hangárů pro vzducholodě v Orly u Paříže.
Skutečný a cílevědomý počátek mají skořepiny v roce 1922, kdy německý fyzik Walter Bauerfeld aplikoval pro jeden z pavilonů souboru Zeiss v Jeně skutečnou vrchlíkovou betonovou skořápkou s velmi tenkou stěnou. Později při aplikaci již tehdy známého torkretování a ve spolupráci s inženýrem Franzem Dischingerem myšlenku dokončili a realizovali velmi tenkou skořepinu, údajně o síle jen 3 cm. 
Následovalo poměrně rychlé přijetí nového principu, přiměřeného zesílení stěny (aby výztuž měla alespoň minimální krytí) a aplikace na všechny možné druhy ploch, tvarů a funkčního užití. Je namístě připomenout, že všeobecně známé chladicí věže elektráren a tepláren užívají jako podílného prvku též skořepiny.
V prostředí Českých zemí byl průkopníkem skořepinových konstrukcí prof. Konrád Hruban, profesor VUT v Brně. Jeho nejznámějším dílem je zastřešení nástupiště autobusového nádraží Brno-Grand, které vytvořil v součinnosti a na základě návrhu Bohuslava Fuchse. V teorii je jeho práce ovšem rozsáhlejší a komplexnější a dostává se jí respektu v evropském měřítku.
Maximální rozvoj skořepinových konstrukcí nastal, a to zejména z architektonických důvodů ke konci 50. let a trval až do konce let 70. Nejvýraznější projevy architektury ze skořepinových prvků jsou spojeny se jmény architektů a konstruktérů: Piera Luigi Nervi, Felixe Candely, Oscara Niemeyera, Jørna Utzona, Eduarda Torroji, Heinze Islera, Bernarda Zehrfusse, Jeana Prouvé, Eero Saarinena a u nás Konráda Hrubana. V prostředí někdejšího Československa vznikla nejvíce pozoruhodná skořepinová stavba a to velmi originální benzinová čerpací stanice v Novém Smokovci od architekta Milana Krejčího (1969).

## Výhody a nevýhody
To, co se v počátku rozvoje skořepin jevilo výhodou. Tenká stěna a s ní spojená malá spotřeba materiálu se posléze ukázaly být nevýhodami. Především proto, že se změnil poměr nákladů stavebních prací mezi cenami materiálů a technologií a lidské práce. Kdy cena lidské práce ve vyspělých zemích postupně strmě narostla, zatímco ceny materiálů rostly ve srovnání tím pomaleji. Druhým aspektem byly a jsou nesnáze s údržbou a nároky na údržbu a poměrně velká náchylnost k chátrání. To především pro tenkou stěnu skořepiny a s tím spojené malé krytí, tedy izolaci (ochrana betonem) výztuže před korozí. V chladném klimatu kvůli promrzání, v teplém klimatu naopak průniku vlhkých vzdušných par nebo i obsahu soli v aerosolu v pobřežních oblastech. To vedlo, spolu s velmi vysokou pracností k ústupu ze všeobecného užívání.

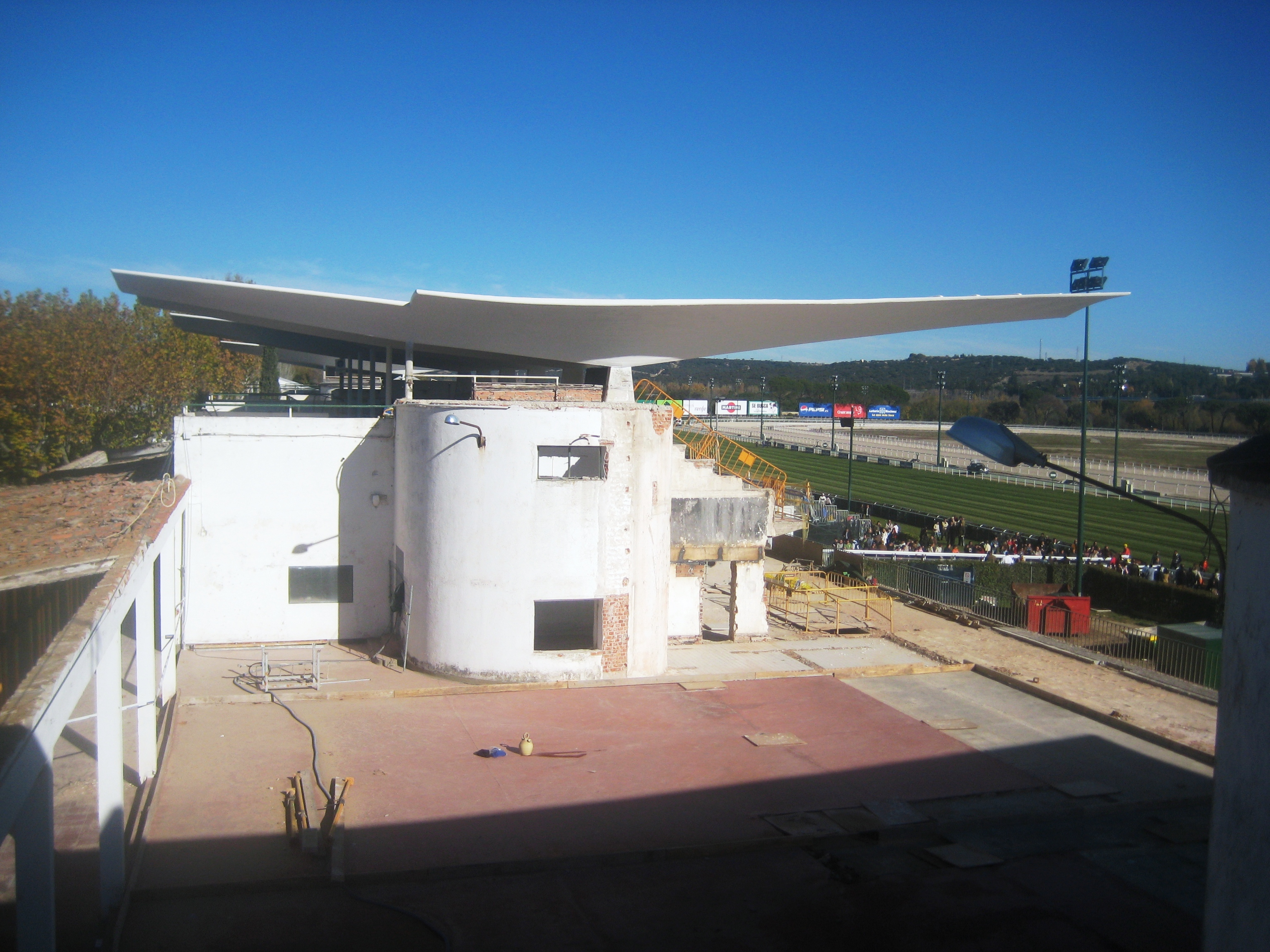
Hipodrom v Zarzuele, boční pohled

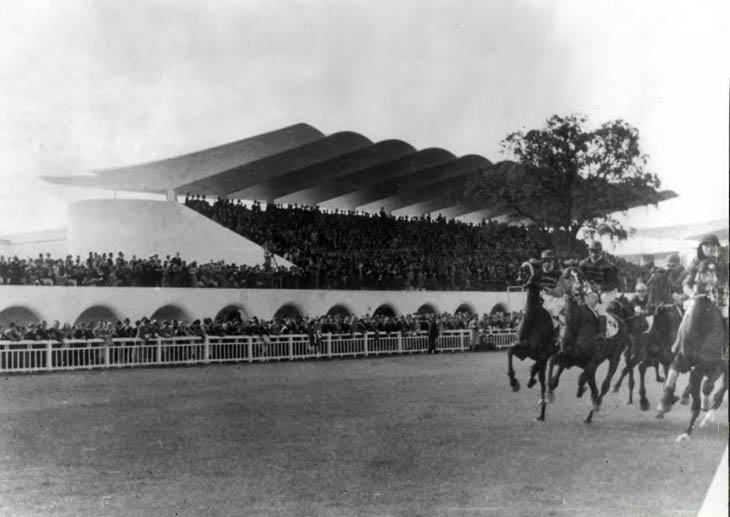
Hipodrom v Zarzuella, originální foto

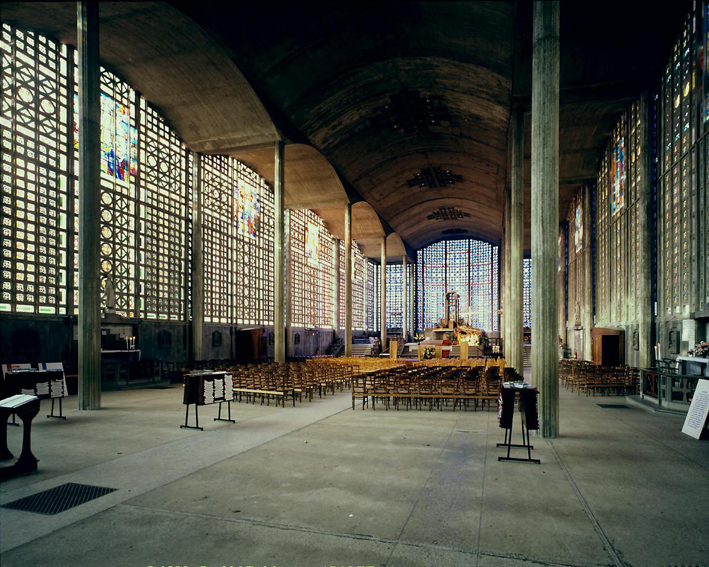
Kostel Panny Marie (Notre-Dame) v Reincy 1916

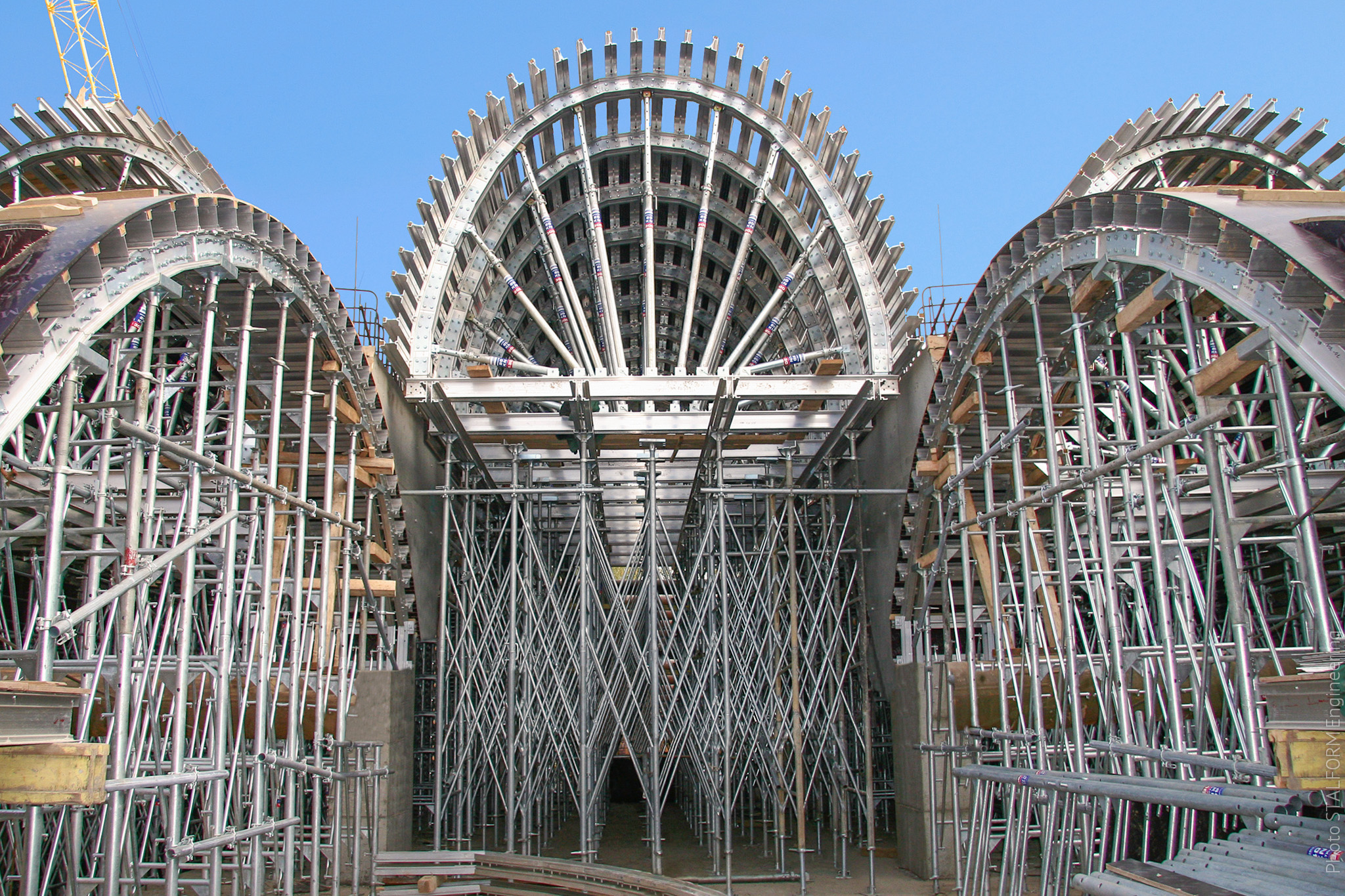
Bednění pro silnostěnné parabolické skořepiny

## Realizace betonových skořepin
Realizace betonových skořepin je náročná na přesnost i organizaci. To zejména kvůli dosažení správné poloze výztuže uvnitř „střepu“ a dostatečnému krytí výztuže. Obtížná je také proto, že v naprosté většině případů betonovaná plocha není vodorovná ale v částečně v nějakém proměnlivém poměru v různých úhlech šikmá, někdy i svislá k vodorovnému směru. Zároveň nelze budovat bednění z obou stran tloušťky skořepiny. Betonování bylo a je tedy citlivé na konzistenci s přesnou skladbu betonové směsi stejně jako na postup vlastní technologie. Velmi často musely tedy být používány rychle tuhnoucí betony aplikované torkretováním.

## Architektura skořepin
Vedle „pragmatických“ skořepin vznikla řada staveb, které se manifestují (vynikají) neobvyklosti tvaru a jejich konstrukční odvahou. Protože lidská zkušenost a navyklé vnímání je závislé na přirozených a ustálených technických řešení rozvoj skořepin přinesl nové nevšední zážitky. Jsou to většinou architektonické skvosty, stejně tak ale v podstatě výjimky. Patří k nim především díla Felixe Candely, Eduarda Toroji. Piera L. Nerviho ale asi nejvíce veleslavná opery v Sydney, která dala jednomu kontinentu asi vůbec ten nejvyšší symbol

## Galerie skořepinových střech

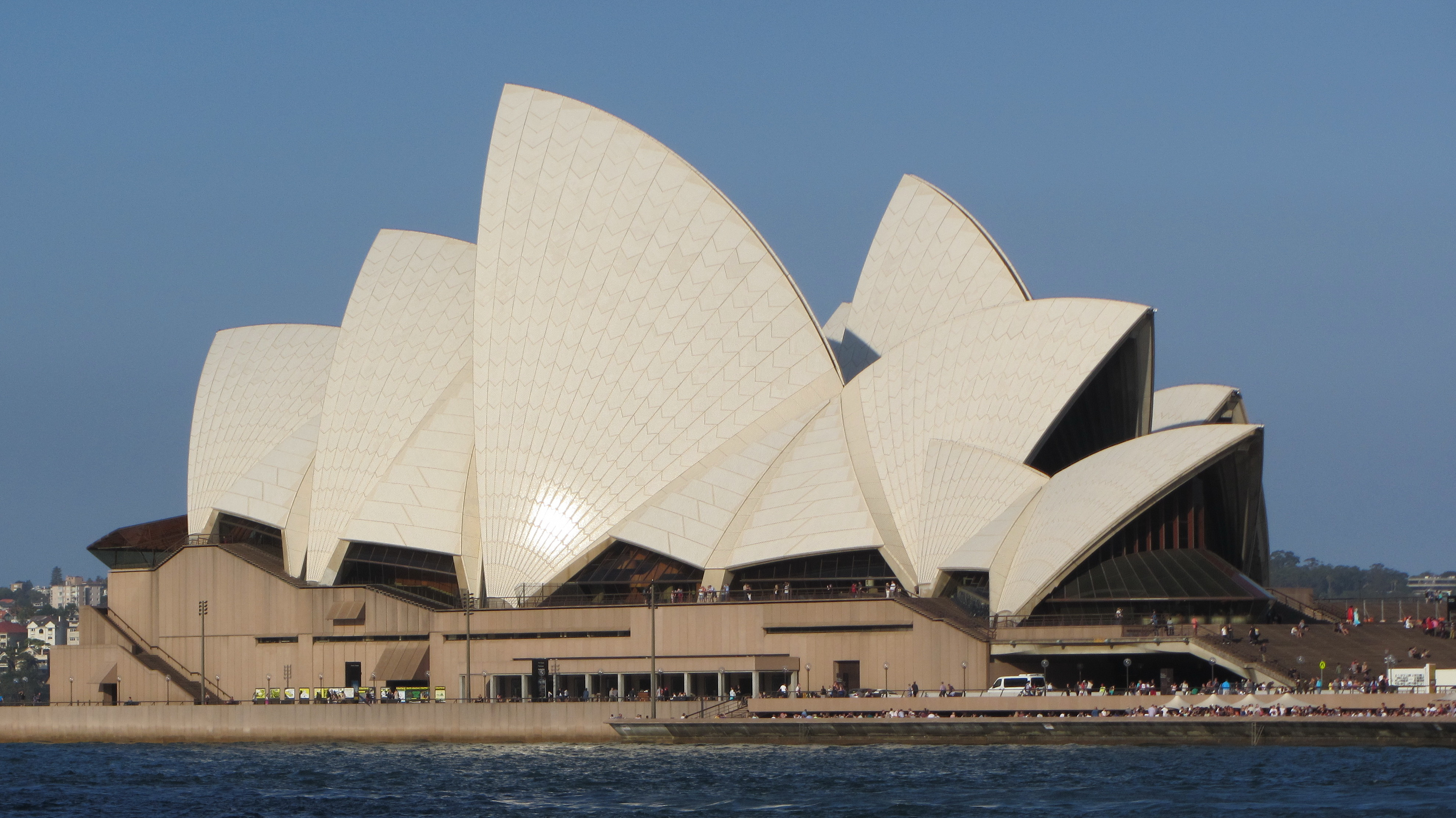
Opera v Sydney, celková silueta, architekt Jørn Utzon, 1956
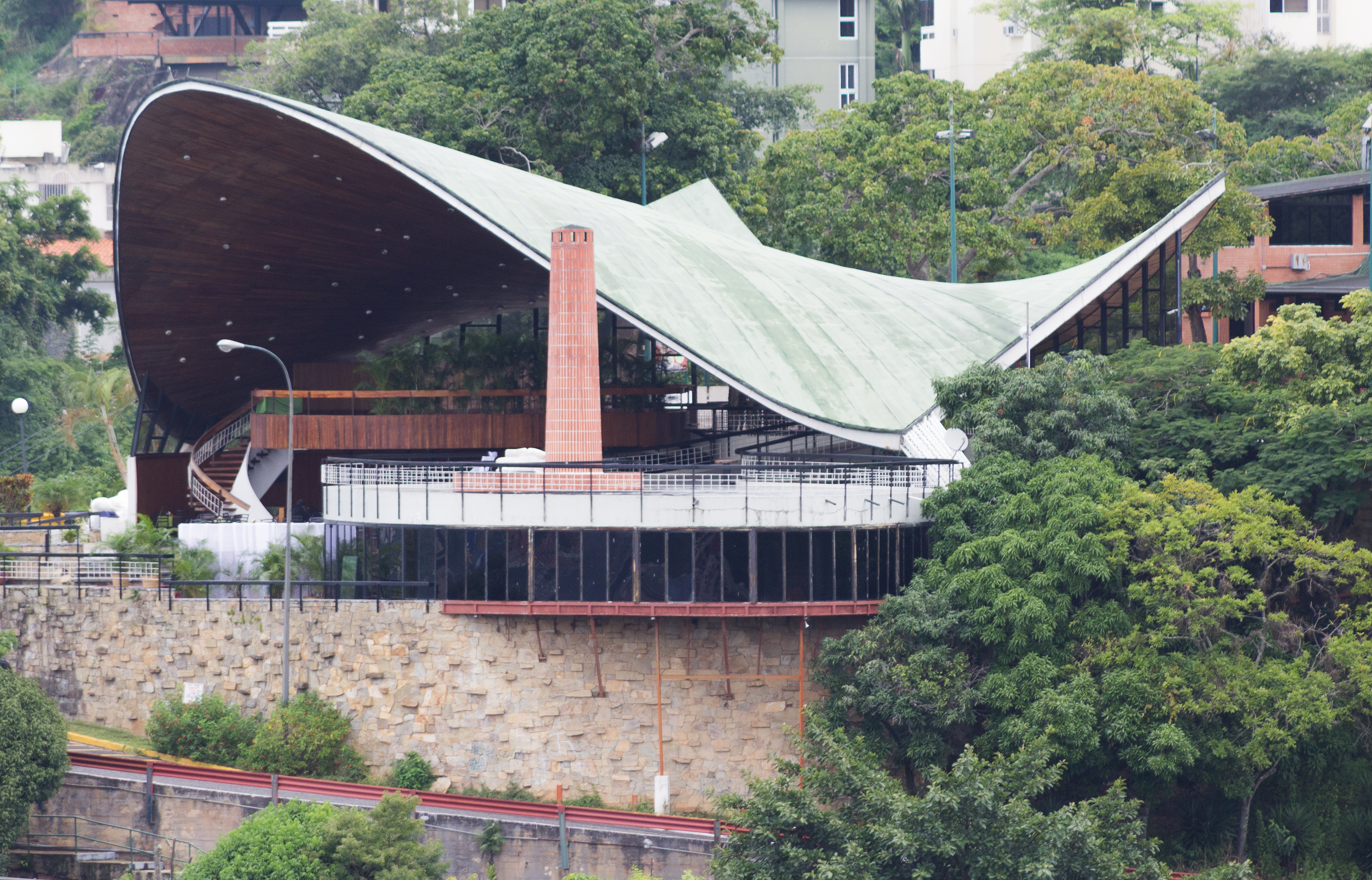
Klub Táchira, Caracas Venezuela, architekt Eduardo Toroja, 1955
Pallazzeto dello sport, Řím, Pier Luigi Nervi, 1958
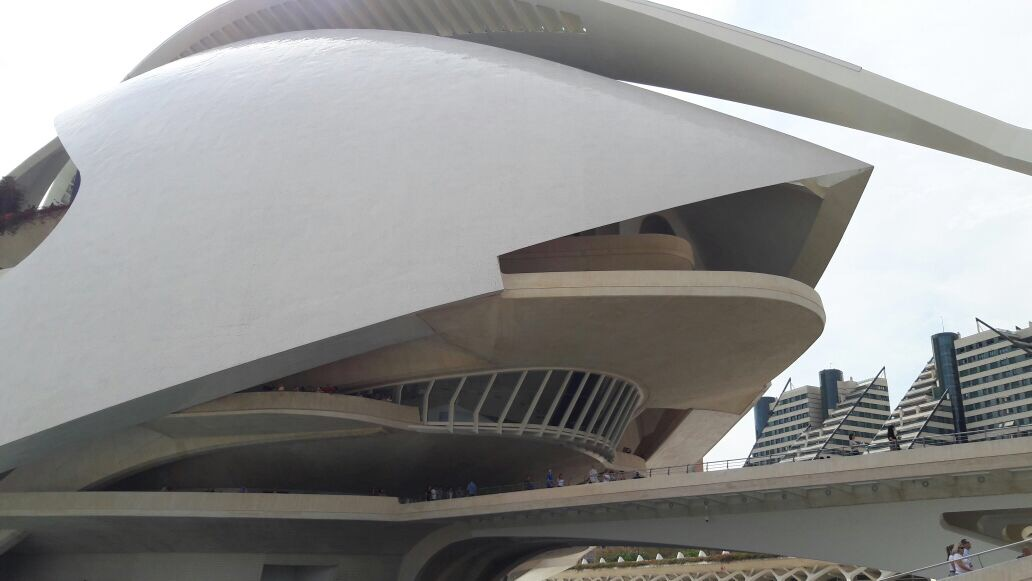
Santiago Calatrava, auditorium, město umění
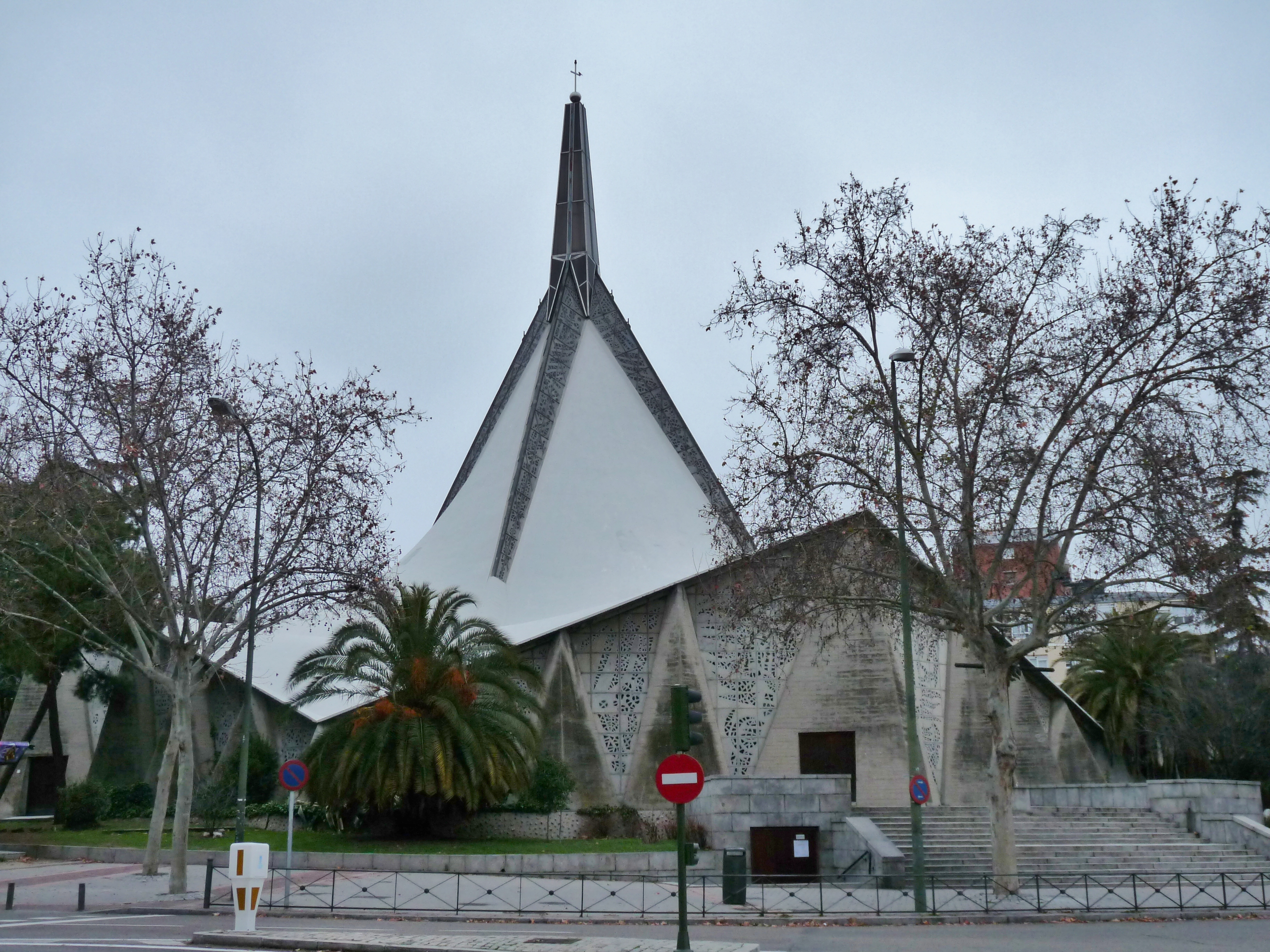
Kostel Panny Marie Guadalupské, Madrid
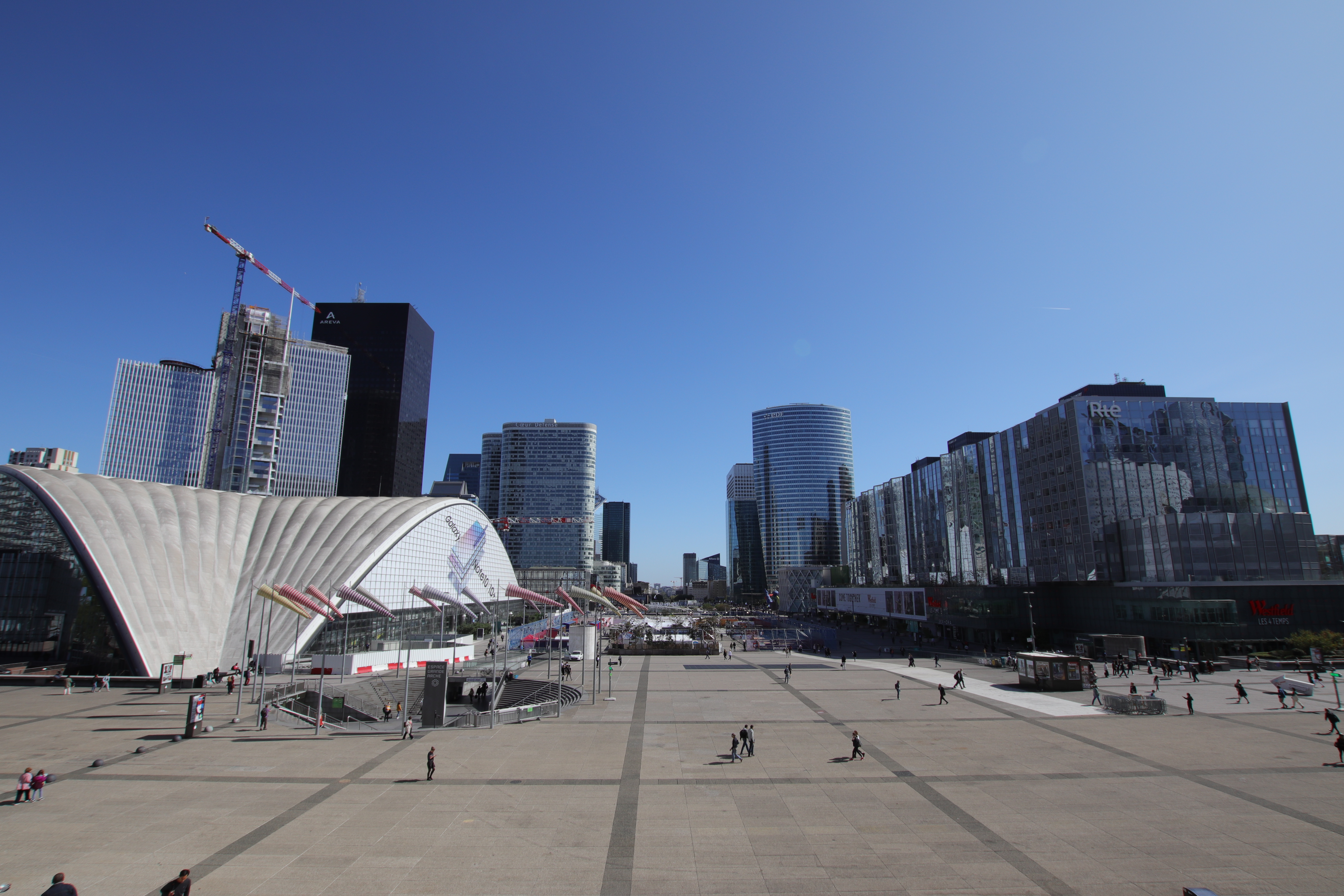
CNIT – Centre National d´Industrie Technique, Defence Paříž, architekt Bernard Zehrfuss, inženýr Jean Prouvé 1956–1958
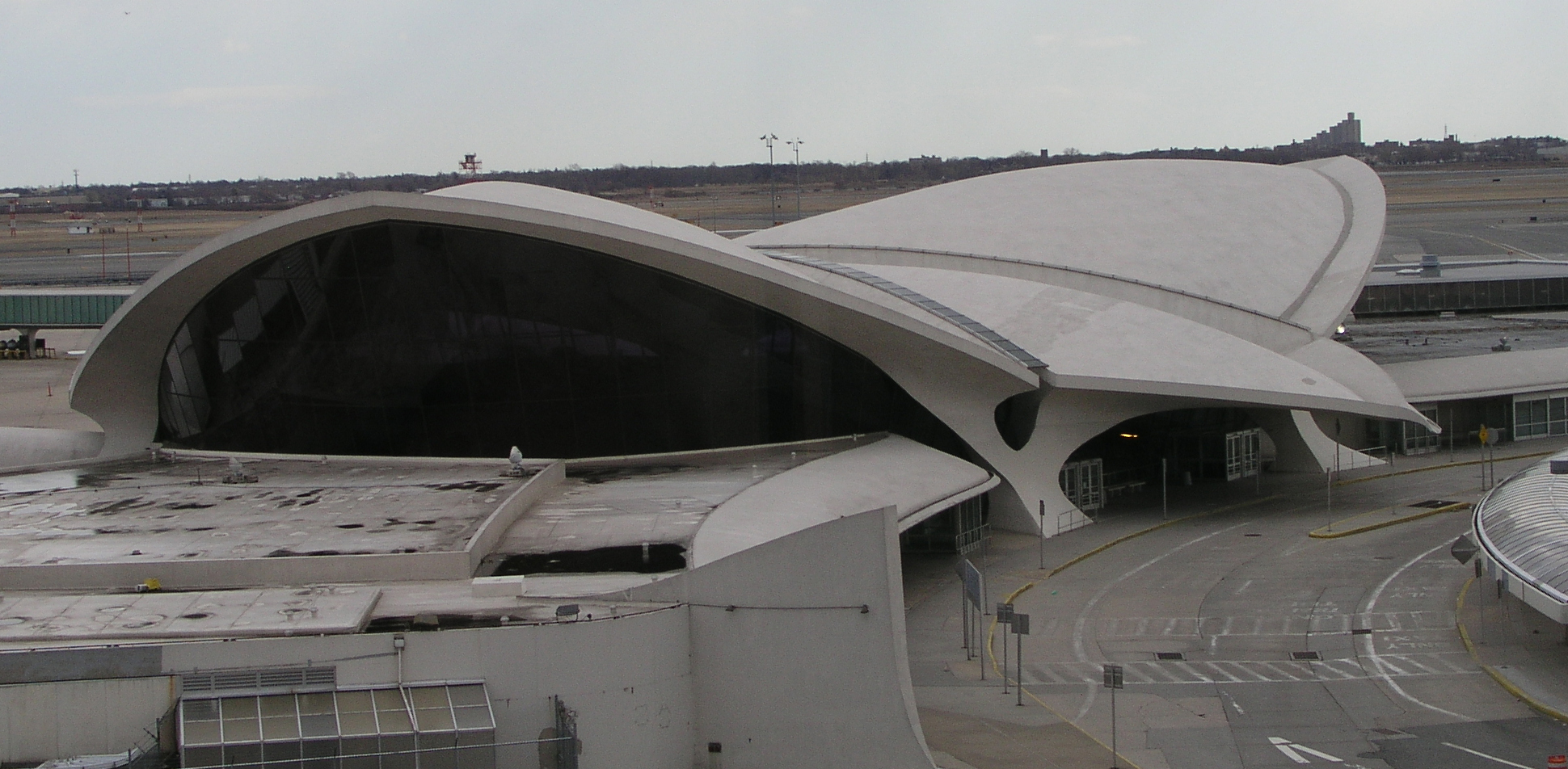
Letiště JFK New York, architekt Eero Saarinen
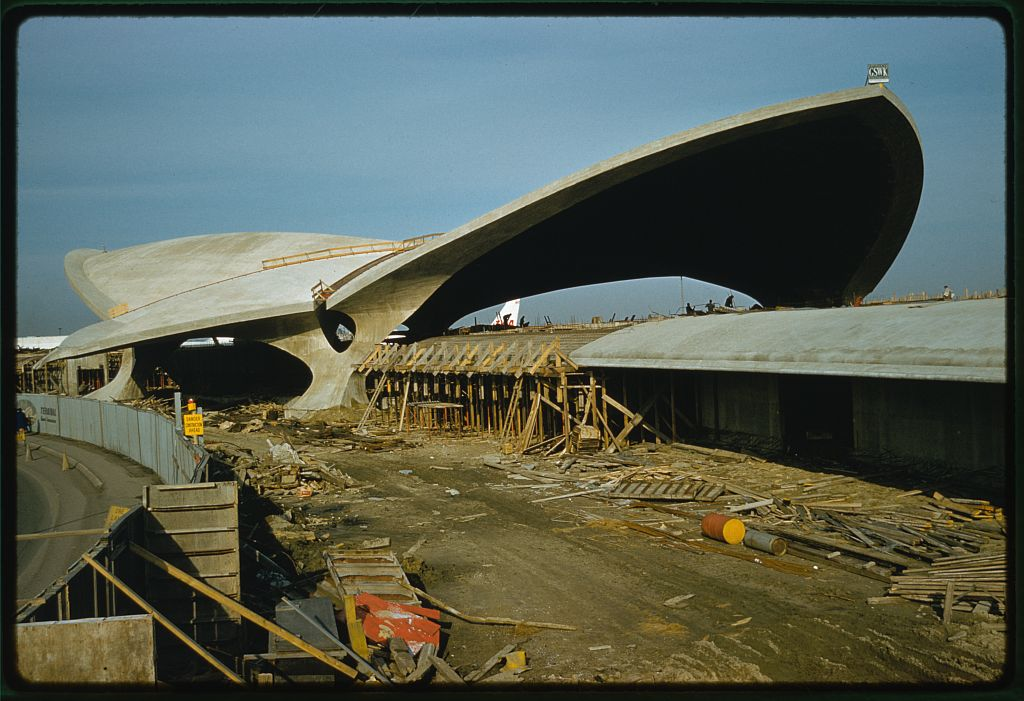
Terminál pro lety do Evropy na Newyorském letišti J. F. Kennedyho (již zbouraný) 1953–1954 Eero Saarinen
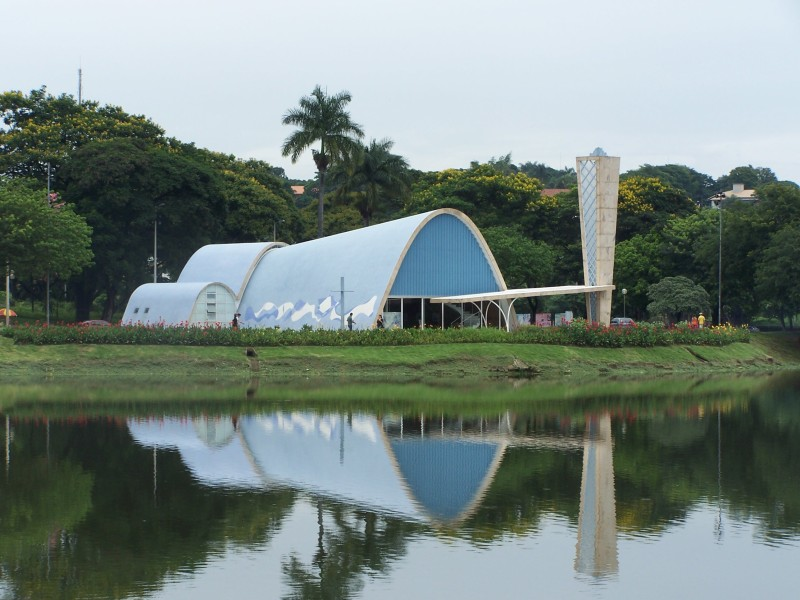
Kostel svatého Františka, Oscar Niemeyer
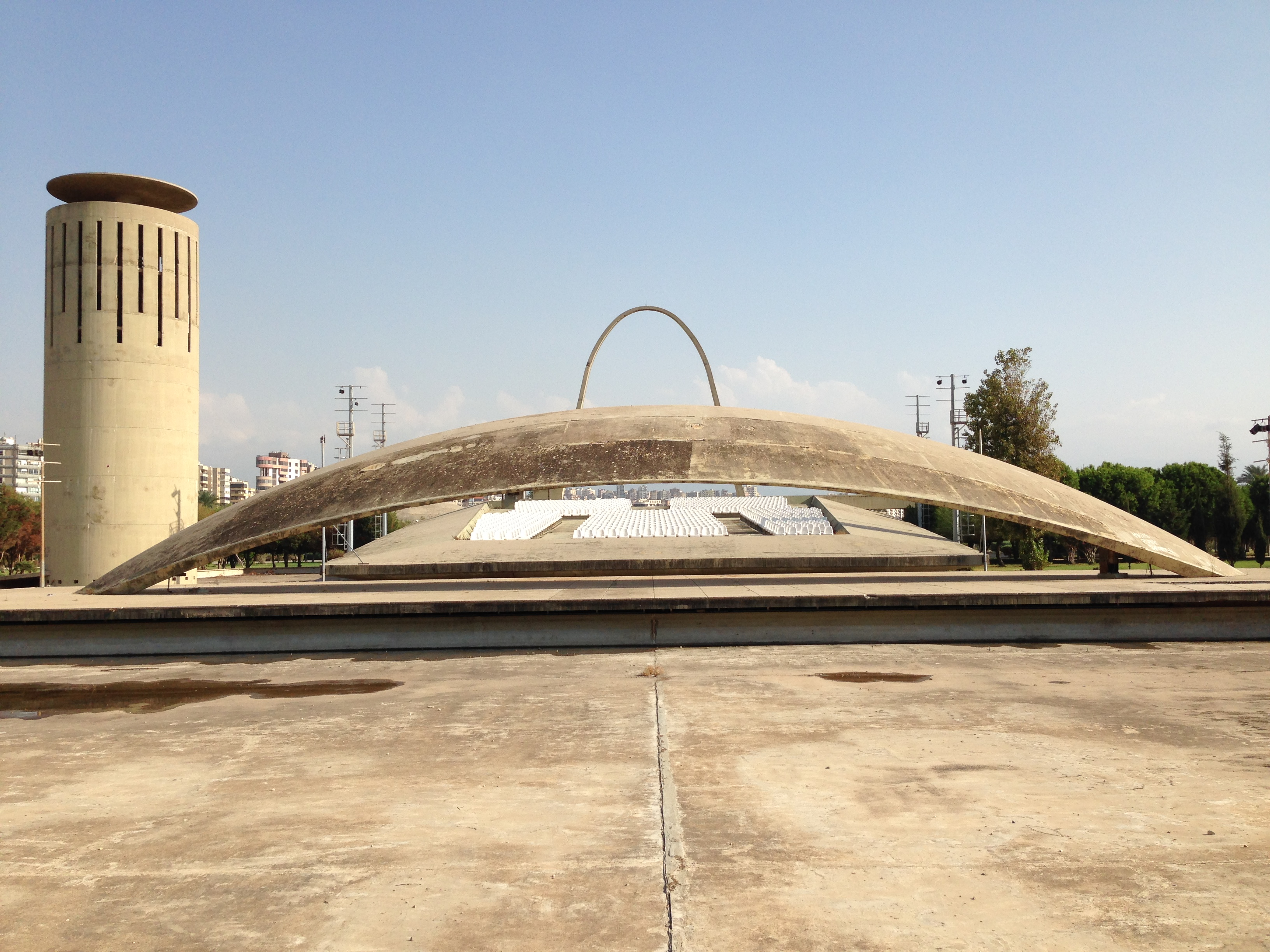
Volná skořepina v Tripoli, Libanonu, architekt Oscar Niemeyer
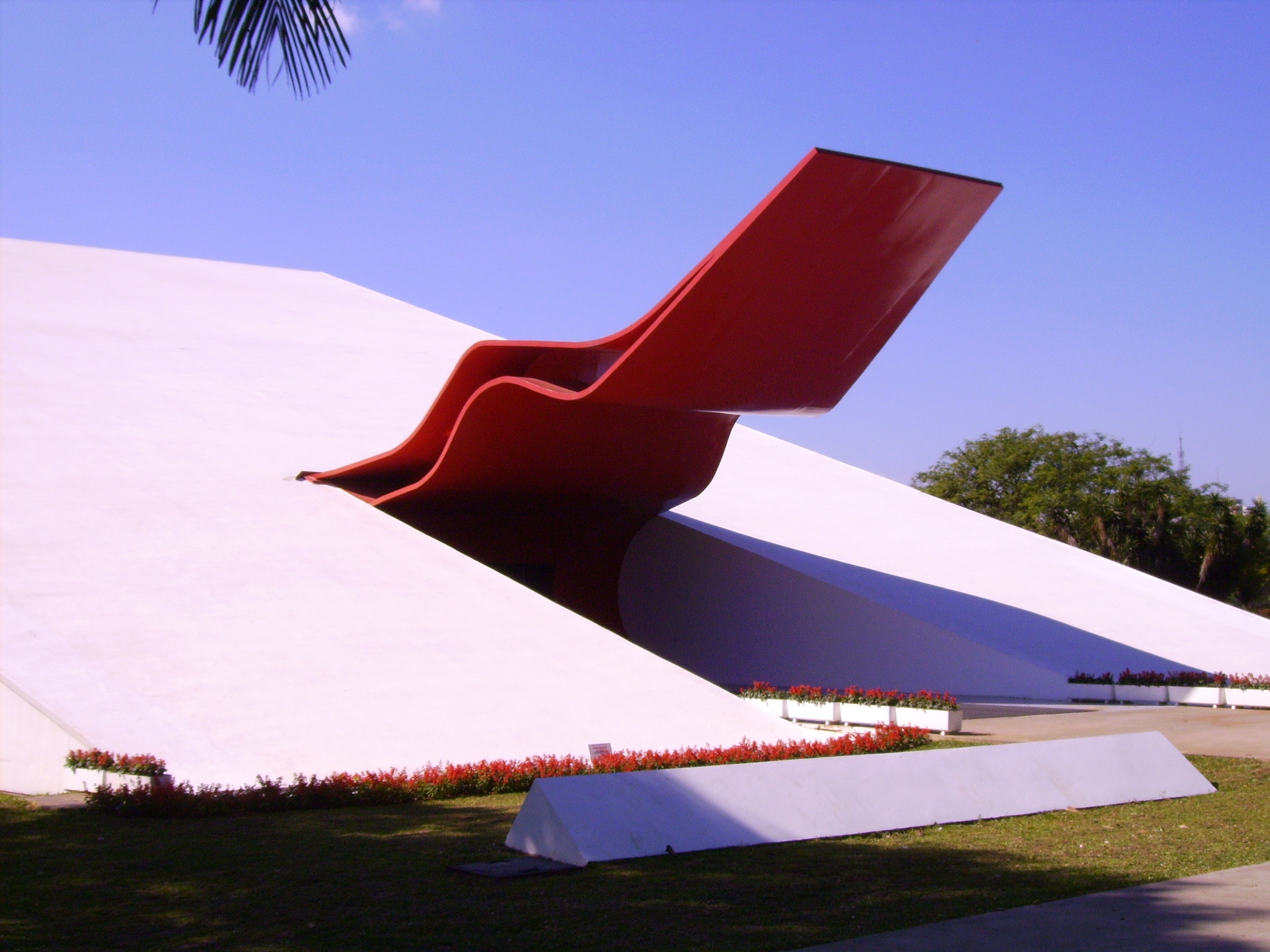
Auditorium v parku Ibirapuera v Sao Paulo, Brazílie, Oscar Niemeyer
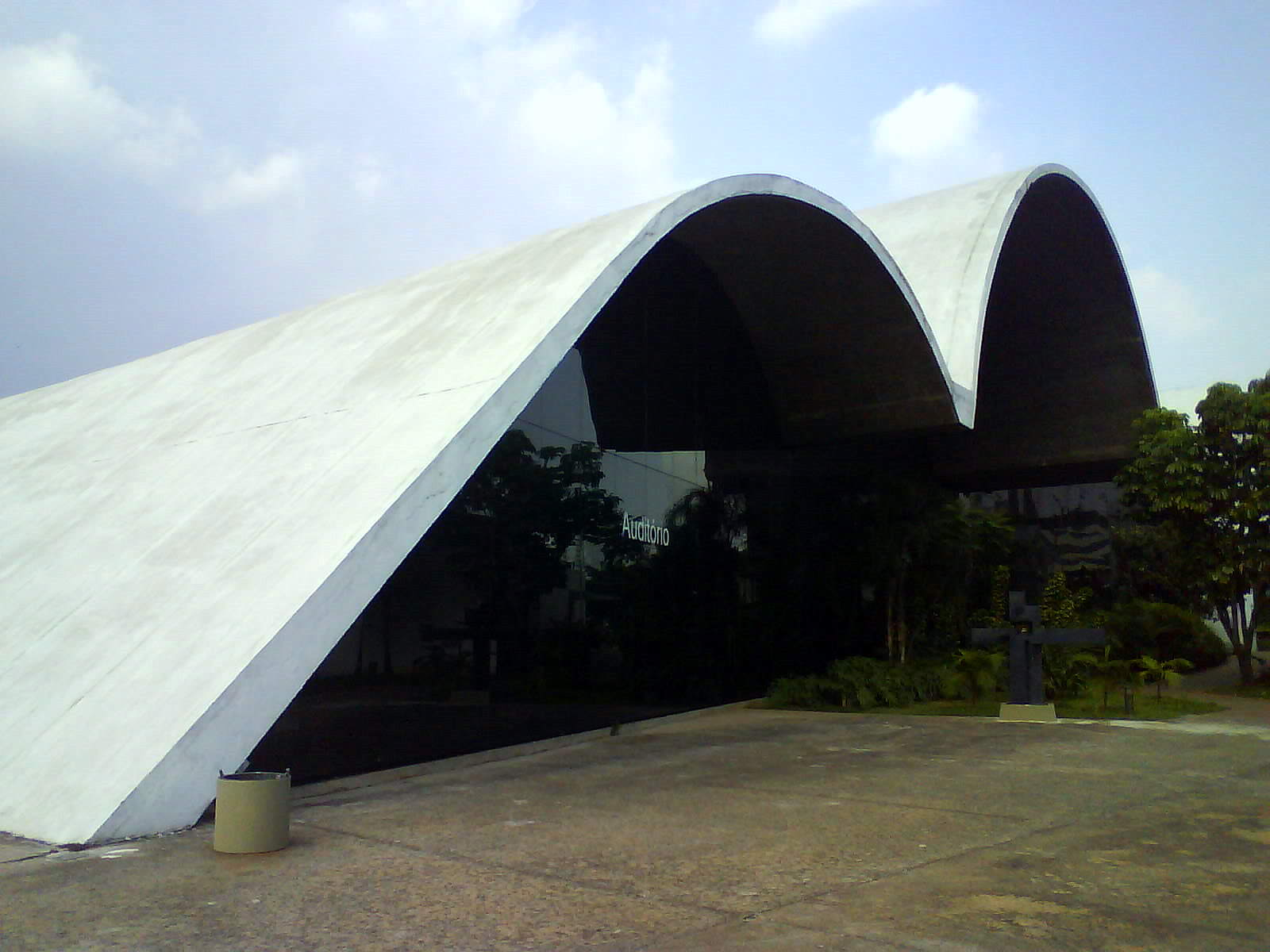
Aoditorium Simona Bolivara, São Paulo (San Paolo), Brazílie, Architekt Oscar Niemeyer
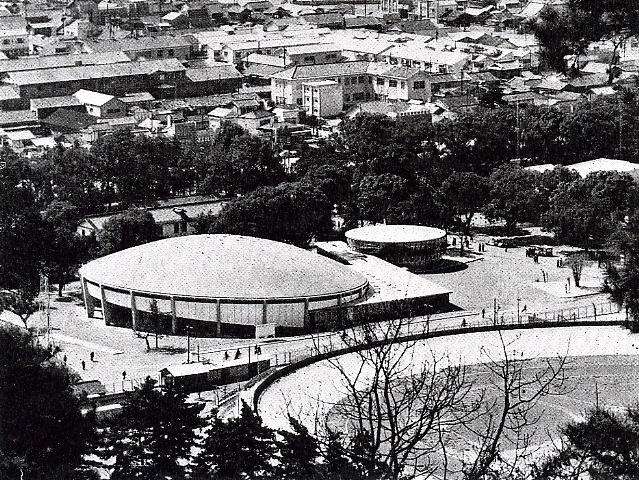
Ehmine convention Hall, Japonsko, Kenzo Tange
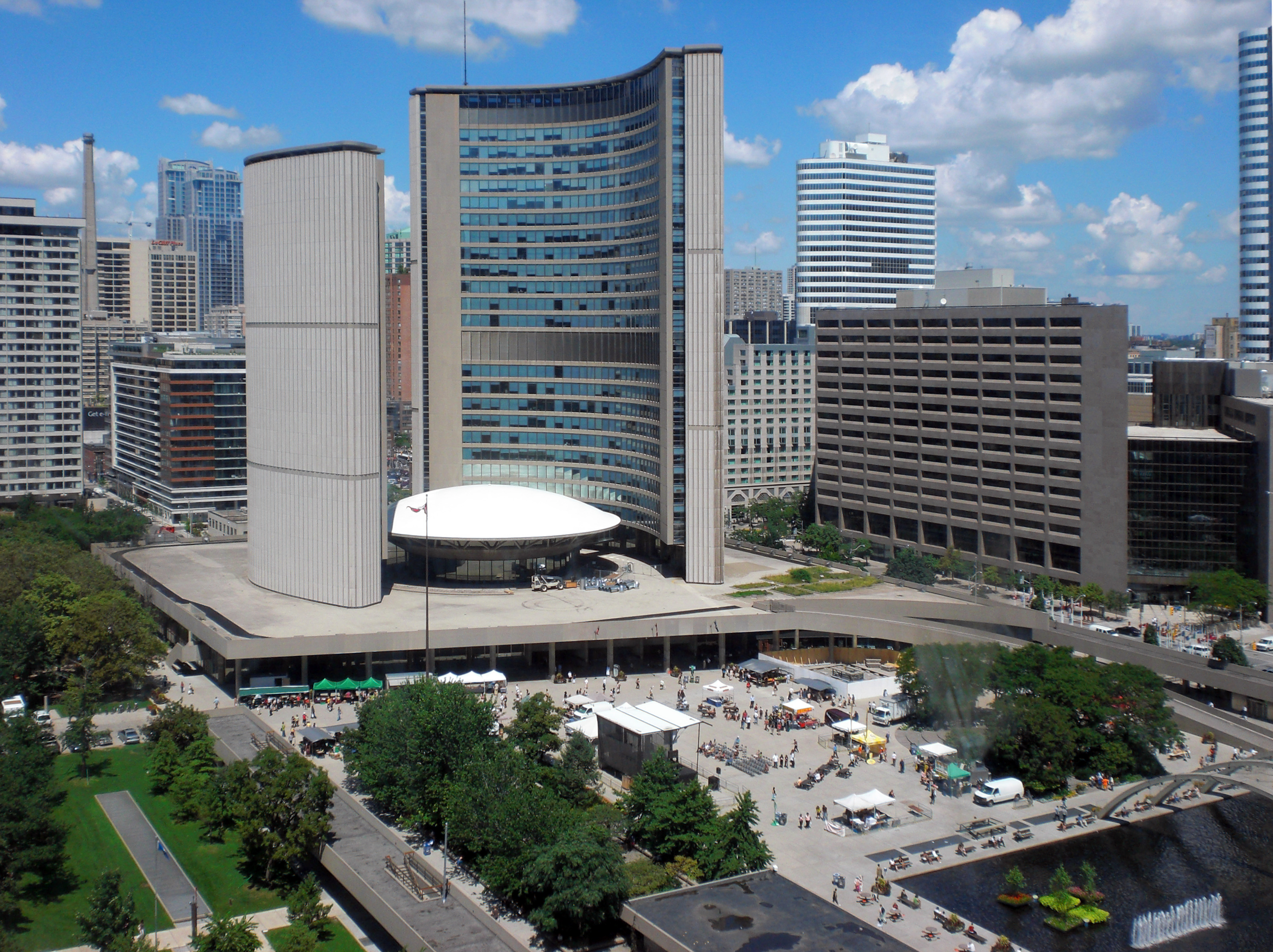
Radnice v Torontu, architekt Viljo Revel, 1963
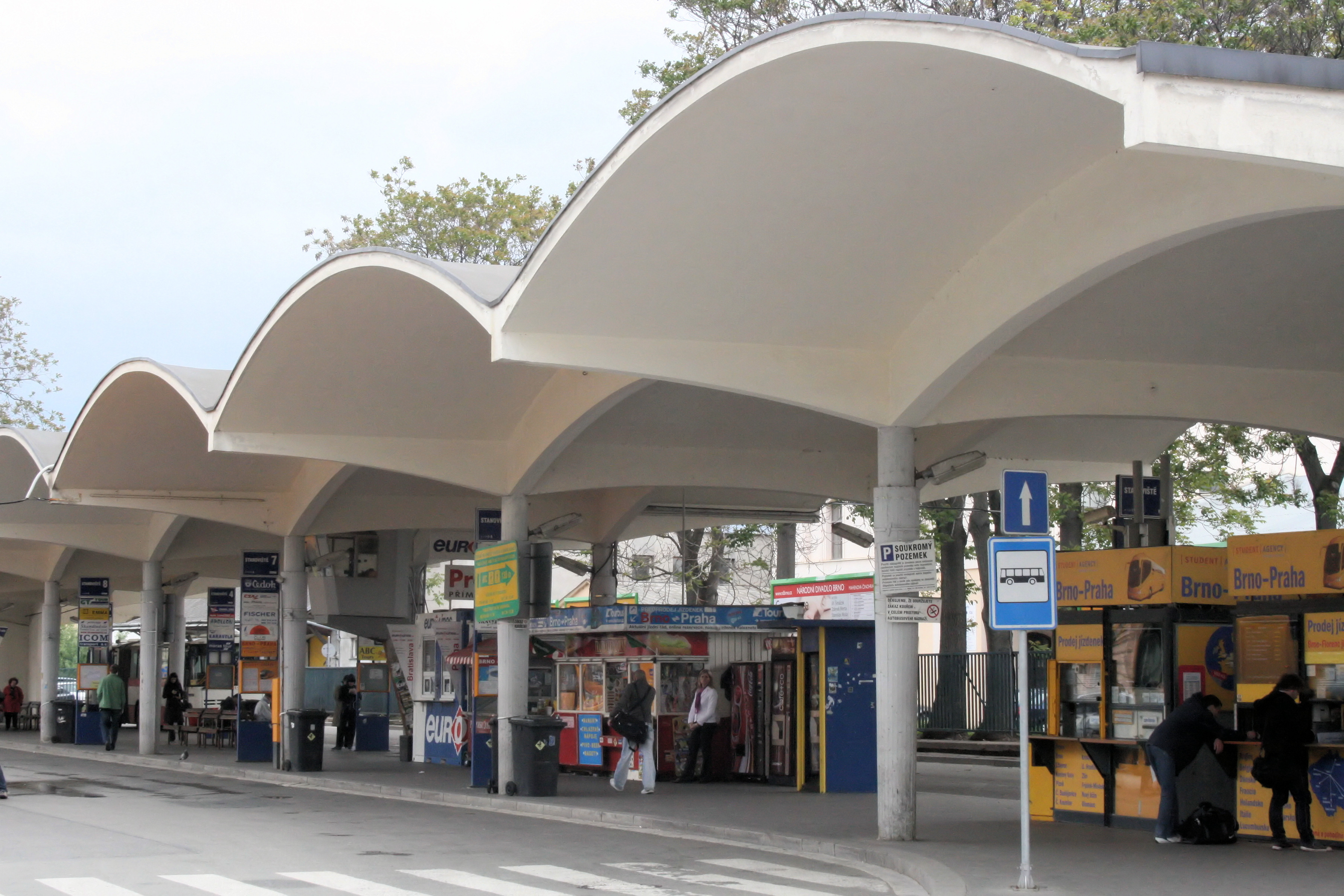
Hlavní autobusové nádraží – Grand, Brno, architekt Bohuslav Fuchs, konstruktér Konrád Hruban, 1948

## Originální čerpací stanice kryté skořepinami

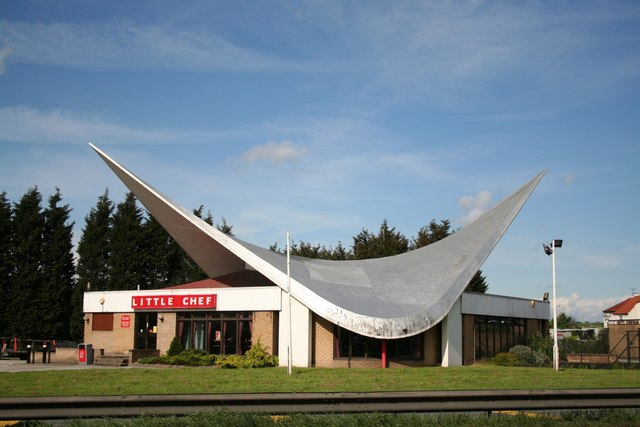
Bývalá benzinová pumpa na A 57, Markham Moor, Spojené království, architekt: Segar (Sam) Scorer, 1989
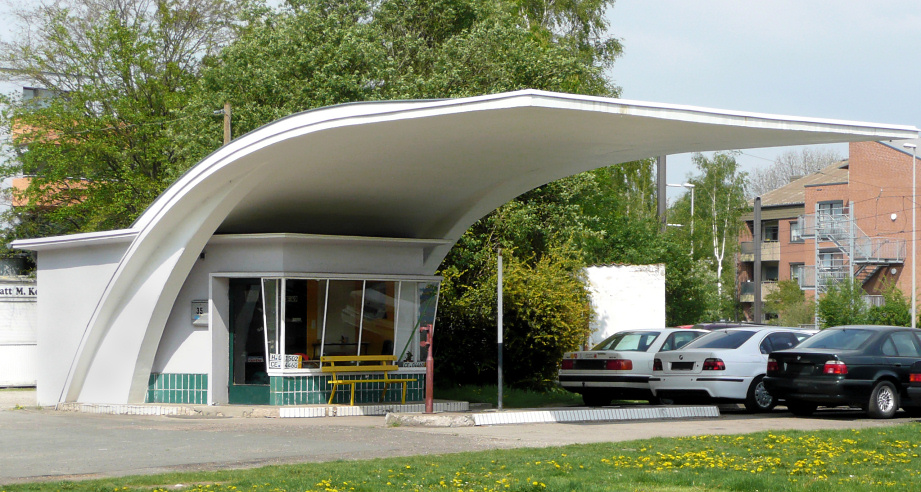
Jedna z opakované série čerpacích stanic CALTEX, historická stanice v Hannoveru, Německo
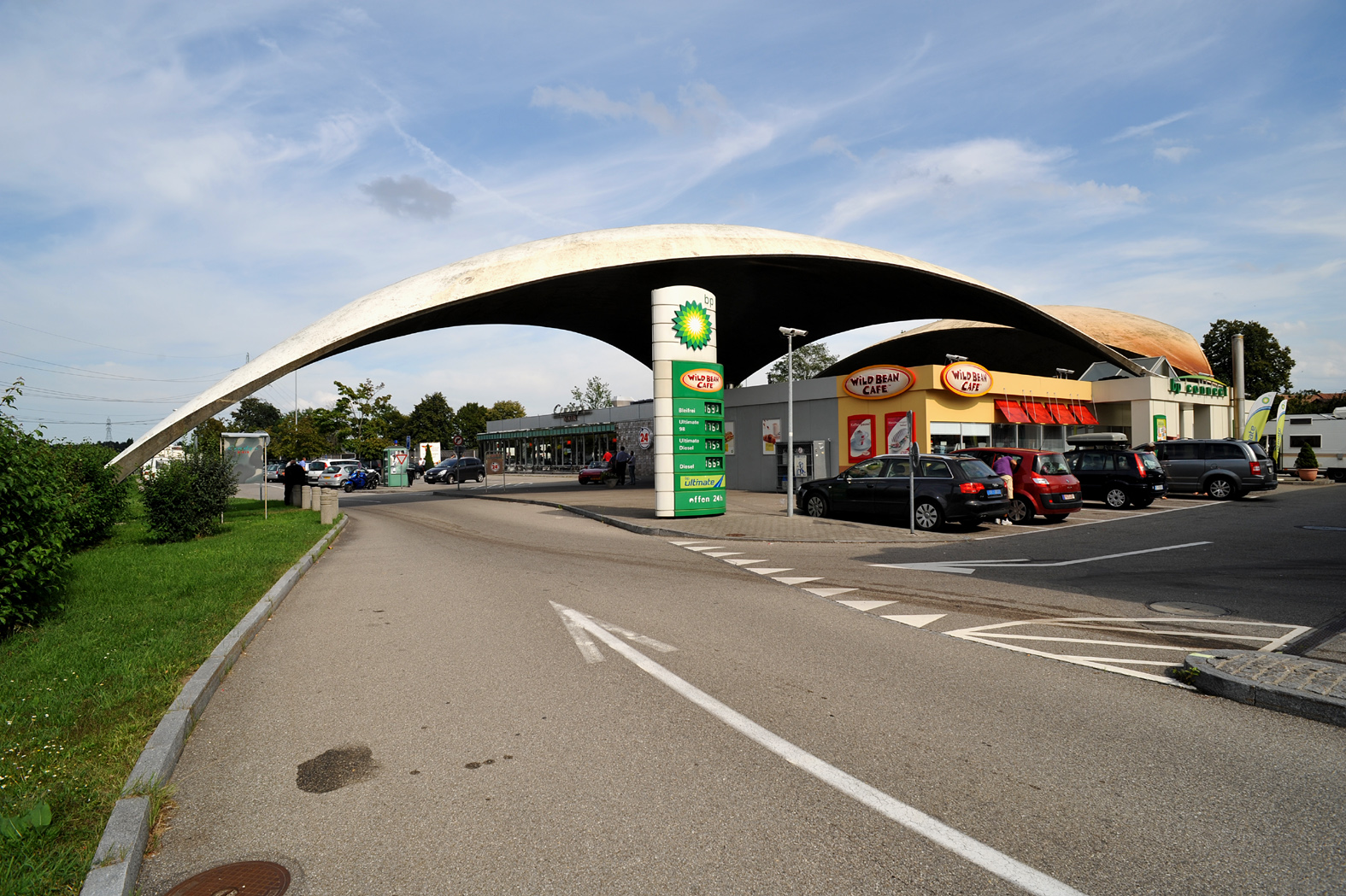
Čerpací stanice a Raststate v Deitingen, Švýcarsko, architekt/konstruktér: Heinz Ilser, 1968
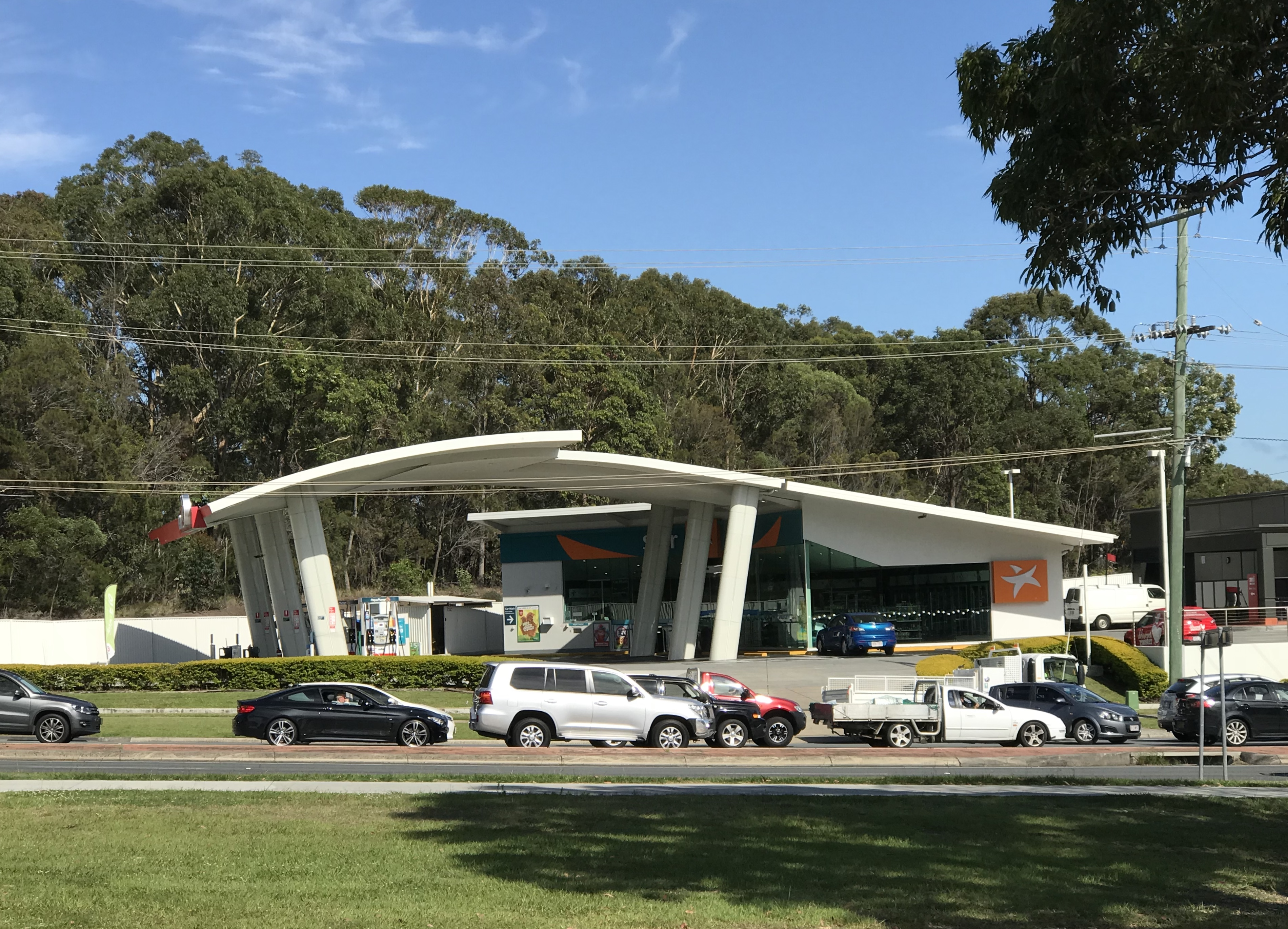
Čerpací stanice CALTEX v Southportu, Queensland Austrálie

## Galerie dalších objektů ze skořepin

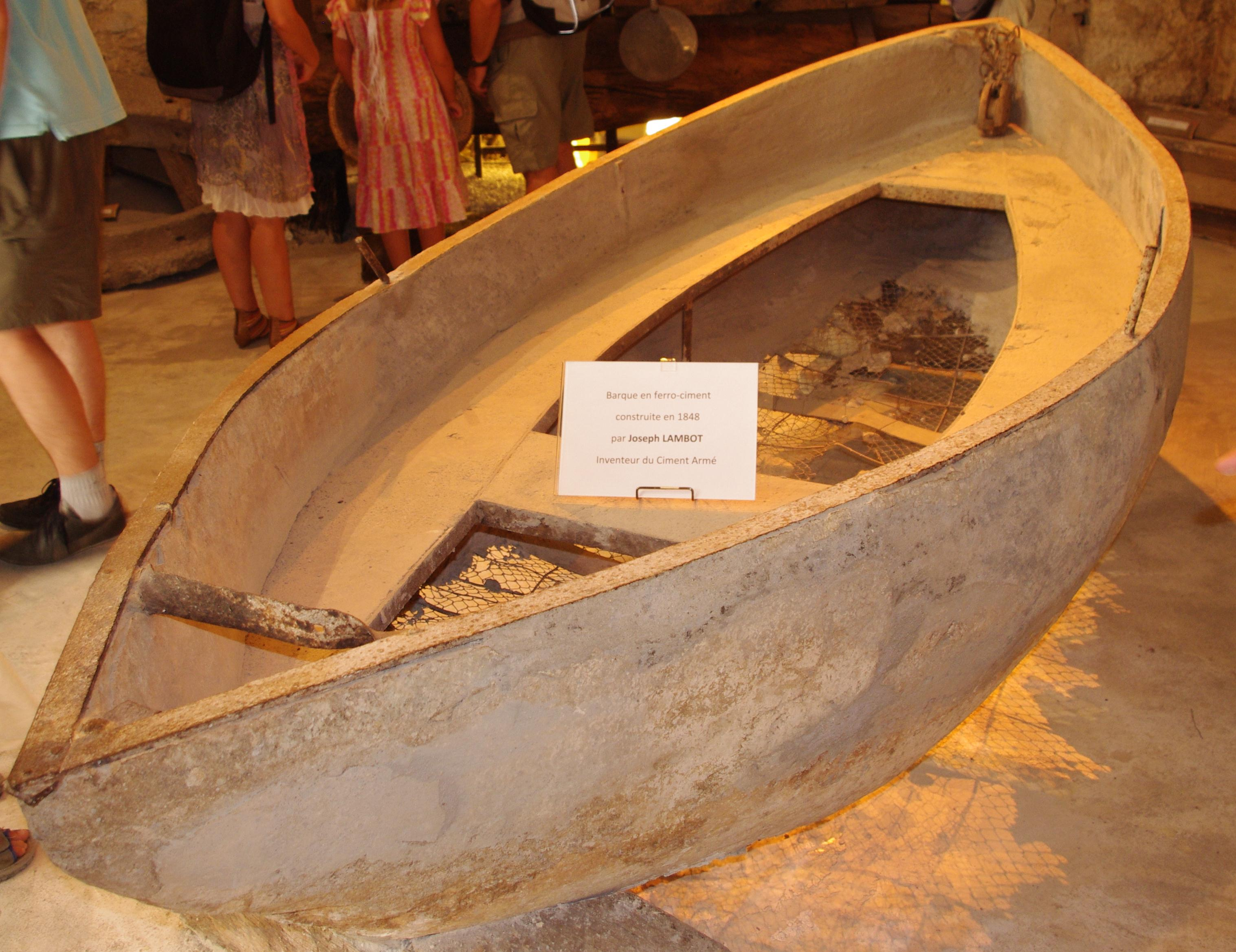
Pramice z betonové skořepiny
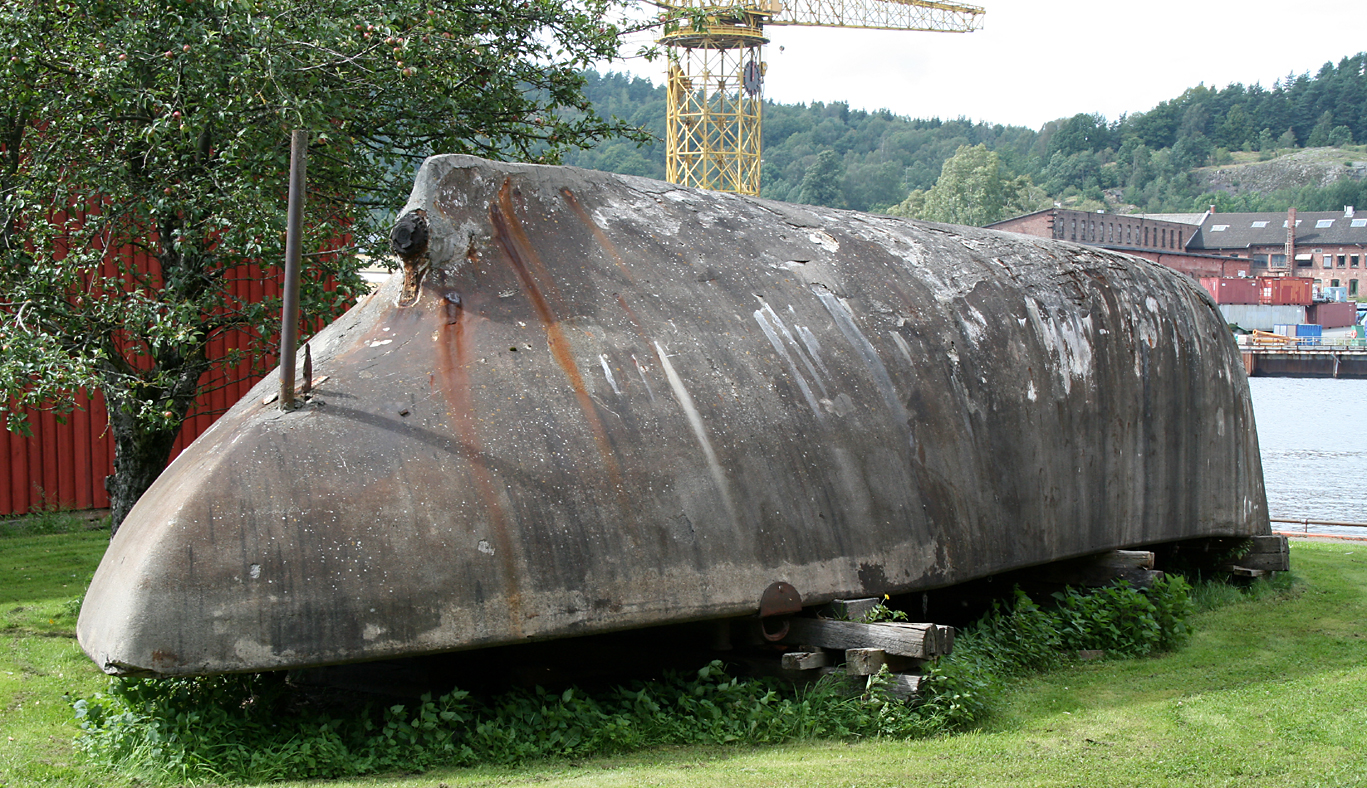
Kýl vraku lodi z betonové skořepiny, Norsko
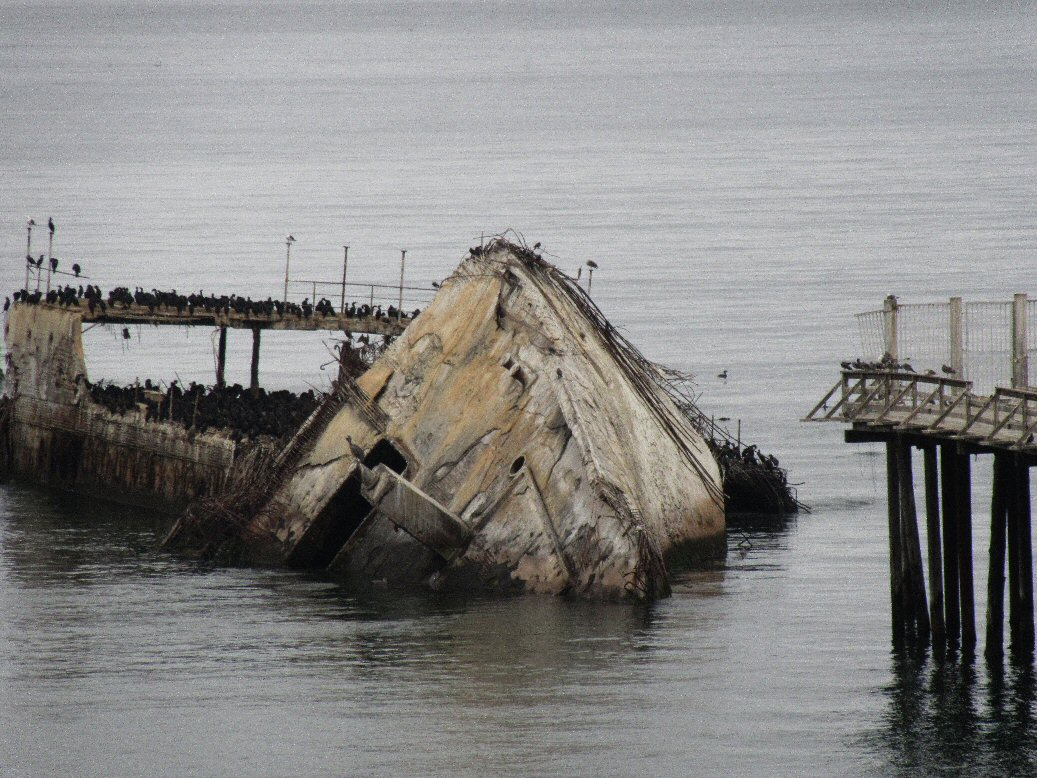
Vrak lodi SS Palo Alto se skořepinovým trupem, Kalifornie
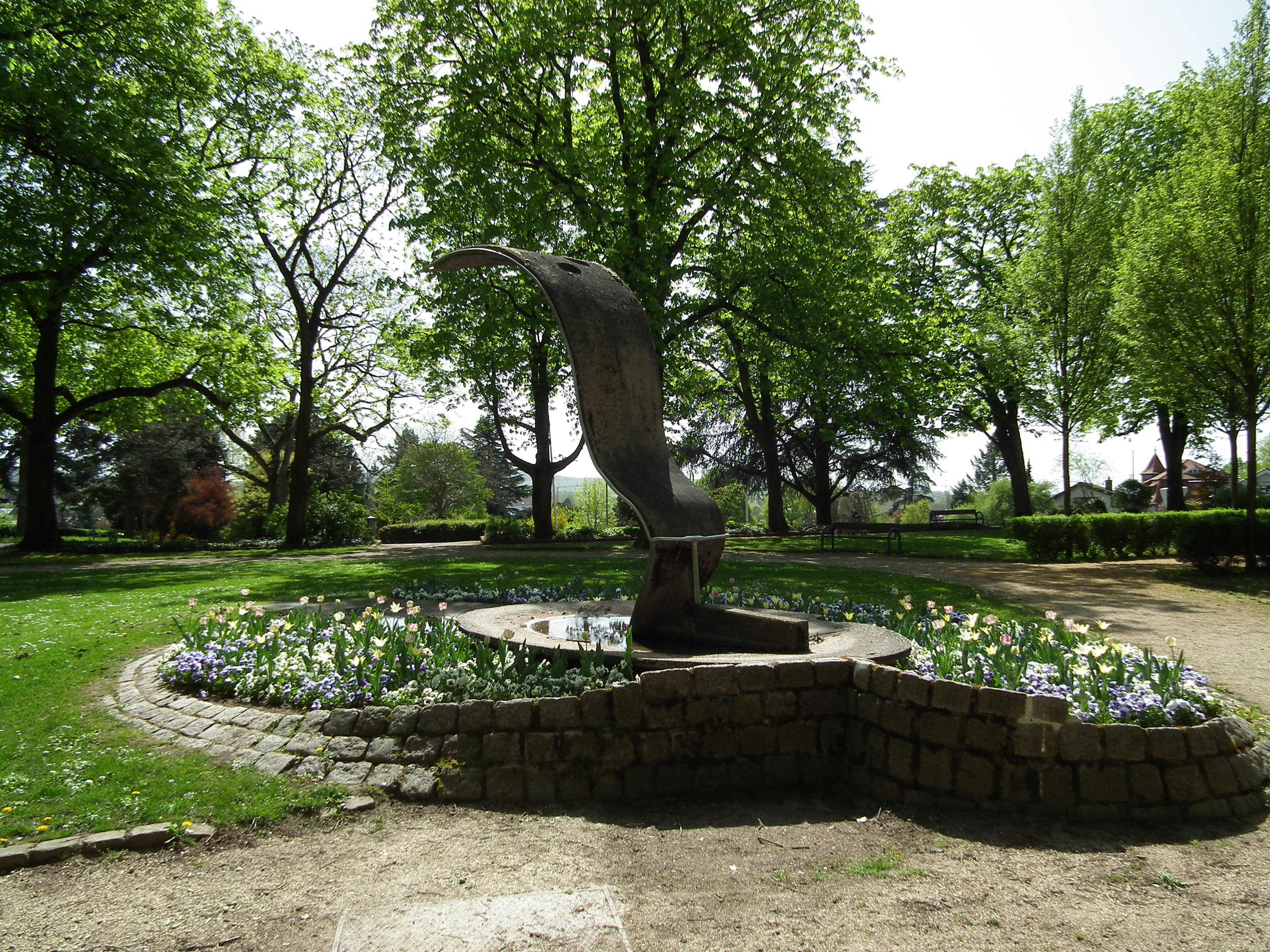
Plastika-kašna z betonové skořepiny. Gebersruhpark, Wiesloch, Bádensko-Württembersko.  Werner Degreif 1954